# 매런 모리스
매런 모리스(Maren Morris, 1990년 4월 10일 ~ )는 미국의 컨트리 싱어송라이터이다. "My Church"로 제59회 그래미상 베스트 컨트리 솔로 퍼포먼스상을 수상했다. 메이저 레이블 데뷔
정규 앨범 Hero는 빌보드 200에서 5위를 기록했다.

## 음반 목록
- Walk On (2005)
- All That It Takes (2007)
- Live Wire (2011)
- Hero (2016)
- Girl (2019)
- Humble Quest (2022)